# Dirk Nowitzki
Dirk Werner Nowitzki (* 19. června 1978 Würzburg) je bývalý německý profesionální basketbalista, který hrál za tým Dallas Mavericks v zámořské basketbalové lize NBA. Nowitzki byl do NBA draftován v roce 1998 týmem Milwaukee Bucks, za který si však nezahrál ani jeden zápas a byl vyměněn do Dallasu. Jeho hlavní předností je skvělá střelba, a to jak ze střední vzdálenosti, tak především za tři body, díky čemuž byl schopný hrát na více pozicích.
Nowitzki dovedl tým Dallas Mavericks k jedenácti po sobě jdoucím účastem v playoff NBA (2000–2011). V roce 2011 se mu s týmem Dallas Mavericks podařilo vyhrát vytoužený titul a stal se nejužitečnějším hráčem finálové série. Tento německý reprezentant se stal také prvním Evropanem v historii NBA, který kdy obdržel trofej pro nejužitečnějšího hráče (MVP Award) a byl nominován do prestižního NBA All-Star Game devětkrát po sobě (2002–2011).